# De Jaden Troon
De Jaden Troon is een fantasyboek van de Britse schrijfster Naomi Novik uit 2006 en het tweede deel van de Temeraire-reeks.
De Temeraire-verhalen spelen zich af ten tijde van de napoleontische oorlogen; de door Napoleon gevoerde oorlogen tussen 1804 en 1815, maar in een alternatieve wereld waarin draken bestaan. Deze draken worden door zowel Frankrijk als Engeland gebruikt in de oorlog.

## Verhaal
Wanneer blijkt dat de draak Temeraire, uitgekomen uit een op de Fransen veroverd drakenei, een zeer zeldzame Chinese Hemeldraak is, enkel geschikt voor keizers, arriveert er een Chinees gezantschap om de draak op te eisen. Engeland kan het zich niet veroorloven om ruzie te krijgen met het machtige Chinese keizerrijk en Temeraire wordt met zijn begeleider William Laurence naar China gestuurd.

## Temeraire-reeks
- 2006 - Temeraire (His Majesty's Dragon)
- 2006 - De Jaden Troon (Throne of Jade)
- 2006 - De Buskruitoorlog (Black Powder War)
- 2007 - Het Ivoren Rijk (Empire of Ivory)
- 2008 - De zege van de adelaars (Victory of Eagles)
- 2010 - Tong Van De Draak (Tongues of Serpents)